# Мориарти, Джейми
Джейми Мориарти (англ. Jamie Moriarty, 26 марта 1981, Кливленд, Огайо) — американский бобслеист, разгоняющий, выступавший за сборную США с 2006 года по 2010-й. Участник зимних Олимпийских игр в Ванкувере, неоднократный победитель национального первенства, различных этапов Кубка мира и Америки.

## Биография
Джейми Мориарти родился 26 марта 1981 года в городе Кливленд, штат Огайо. Рос в спортивной семье, так, его отец Том был довольно известным игроком в американский футбол, выступал на профессиональном уровне за клуб «Кливленд Браунс». После окончания старших классов школы поступил Корнеллский университет на факультет гостиничного и ресторанного менеджмента, на протяжении всей учёбы состоял в университетской футбольной команде. Затем в 2003 году вместе несколькими друзьями, в том числе с Дагом Мюрреем, другим выпускником Корнелла, основал собственную компанию, занимающуюся в основном производством оборудования для пивных баров. В 2006 году решил попробовать себя в бобслее, прошёл отбор в национальную сборную и в качестве разгоняющего присоединился к экипажу пилота Майка Кона. Уже в декабре дебютировал в Кубке мира, на этапе в канадском Калгари с четвёркой финишировал девятым.
В 2008 году Мориарти впервые поучаствовал в заездах чемпионата мира, на мировом первенстве в немецком Альтенберге он разгонял четырёхместный экипаж, но после первых двух заездов боб получил сильные повреждения, и спортсмены вынуждены были отказаться от третьей попытки. В следующем сезоне состоялась череда удачных выступлений на этапах Кубка Америки: две бронзовые медали и две золотые. На домашнем чемпионате мира в Лейк-Плэсиде разгоняемая Мориарти четвёрка финишировала одиннадцатой. В сезоне 2009/10 завоевал серебряную награду на этапе Кубка мира в том же Лейк-Плэсиде, на других крупных соревнованиях неизменно попадал в десятку сильнейших.
Благодаря череде успешных выступлений Мориарти удостоился права защищать честь страны на Олимпийских играх 2010 года в Ванкувере, где вместе с третьим американским экипажем Майка Кона, куда также вошли разгоняющие Ник Каннингем и Билл Шаффенхауэр, финишировал тринадцатым. Поскольку конкуренция в сборной на тот момент резко возросла, сразу после этих соревнований Джейми Мориарти принял решение завершить карьеру профессионального спортсмена, уступив место молодым американским бобслеистам.